# Indykpol AZS Olsztyn
O Akademicki Związek Sportowy Olsztyn, ou simplesmente AZS Olsztyn, também conhecido como Indykpol AZS Olsztyn por questões de patrocínio, é um clube de voleibol masculino polonês com sede na cidade de Olsztyn, na voivodia da Vármia-Masúria. Atualmente o clube disputa a PlusLiga, a primeira divisão do campeonato polonês.

## Histórico
O clube foi fundado em 1950 como um time universitário (AZS), na Associação de Esportes Acadêmicos da Academia Agrícola de Olsztyn – hoje Universidade de Vármia-Masúria. O clube do norte da Polônia conquistou seu primeiro título do campeonato nacional na temporada 1972–73.
No início dos anos setenta, o clube venceu a Copa da Polônia três vezes seguidas; além do tricampeonato nacional o clube branco e verde disputou a primeira final de uma competição continental de sua história, a Copa dos Vencedores da Copa (atual Copa CEV), da temporada 1977–78 para o checo Rudá Hvězda Praha.
Em 2005, durante a assembleia geral extraordinária do AZS UWM Sports Club em Olsztyn, a equipe de voleibol foi adquirida por uma sociedade anônima esportiva, e seus acionistas foram o clube de tênis AZS e a Universidade de Vármia-Masúria.

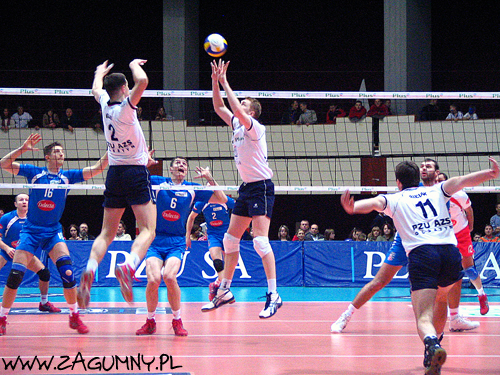
AZS Olsztyn em uma partida contra o Delekt Bydgoszcz na temporada 2006–07.

Em 2010, o clube viu o retorno da Indykpol – produtora de carne de aves que patrocionou o clube em 2001 – como principal patrocinador do clube, iniciando a temporada seguinte sob o nome Indykpol AZS UWM. O contrato com o produtor de carne foi assinado com vigência de pelos menos três anos.
Em 2021 o Indykpol AZS Olsztyn ganhou a segunda edição do PreZero Grand Prix, o torneio de voleibol de praia da pré-temporada após vencer o Projekt Warszawa por 2 sets a 0, com parciais de 25–21 e 25–19.

## Títulos

### Internacionais
Copa CEV
- Vice-campeão: 1977–78

### Nacionais
Campeonato Polonês
- Campeão: 1972–73, 1975–76, 1977–78, 1990–91, 1991–92
- Vice-campeão: 1971–72, 1973–74, 1976–77, 1979–80, 1988–89, 1992–93, 2003–04, 2004–05
- Terceiro lugar: 1970–71, 1974–75, 1981–82, 1982–83, 1984–85, 1989–90, 2005–06, 2006–07, 2007–08

 Copa da Polônia
- Campeão: 1969–70, 1970–71, 1971–72, 1981–82, 1988–89, 1990–91, 1991–92
- Vice-campeão: 1982–83, 1989–90, 2004–05, 2006–07, 2008–09

## Elenco atual
Atletas selecionados para disputar a temporada 2022–23.
| Camisa                | Nome              | Altura (m) | Posição    |
| --------------------- | ----------------- | ---------- | ---------- |
| 1                     | Alan Souza        | 2,02       | Oposto     |
| 2                     | Moritz Karlitzek  | 1,91       | Ponteiro   |
| 4                     | Jan Król          | 1,98       | Oposto     |
| 5                     | Karol Jankiewicz  | 1,85       | Levantador |
| 6                     | Robbert Andringa  | 1,82       | Ponteiro   |
| 7                     | Dawid Siwczyk     | 1,97       | Central    |
| 9                     | Szymon Jakubiszak | 2,08       | Central    |
| 12                    | Kamil Szymendera  | 1,91       | Ponteiro   |
| 13                    | Taylor Averill    | 2,01       | Central    |
| 14                    | Jakub Hawryluk    | 1,81       | Líbero     |
| 15                    | Jakub Ciunajtis   | 1,77       | Líbero     |
| 16                    | Mateusz Poręba    | 2,03       | Central    |
| 21                    | Karol Butryn      | 1,93       | Oposto     |
| 91                    | Joshua Tuaniga    | 1,91       | Levantador |
| Técnico: Javier Weber |                   |            |            |